# 夫差
夫差（ふさ）は、中国春秋時代の呉の第7代、最後の王。姓は姫。春秋五覇の一人に数えられることがある。先代の呉王闔閭の次男。越王勾践によって討たれた父の闔閭の仇を討つため、伍子胥の尽力を得て国力を充実させて覇を唱え、一度は勝利したものの、勾践の反撃により敗北して自決した。

## 生涯

### 太子擁立
夫差は呉王闔閭の次男として誕生し、本来ならば太子は、斉の景公の公女を娶っていた長兄の波であった。しかし妻を亡くした兄の太子波が若死にした上に息子もいなかったので、彼にも王位継承を争う機会が生まれた。そのため夫差は闔閭の信任の厚い重臣である伍子胥に自分を新太子に推薦するよう熱心に頼みこんだ。闔閭は「夫差は暗愚なうえに人情に薄く人の上に立てるような人間ではない」と危惧を示したが、夫差の熱心な運動と何より自らの右腕である伍子胥の顔を立てるために、夫差を太子とした。

### 臥薪
闔閭は勾践が范蠡の助言を容れて国力を伸張させていた時に越に攻め込んだが逆撃され、闔閭は越の武将である霊姑孚が放った矢によって足の親指に傷を負い、それが原因で破傷風となって死んだ。闔閭は死に際して夫差の兄弟である公子子山との後継者争いを避けるために急いで夫差を呼んで、自分の後継者に任命し「勾践がお前の父を殺したことを忘れるな」と遺言した。この言葉を忘れないように夫差は寝室に入る時は部下に闔閭の遺言を繰り返させ、寝る時はごつごつした薪の上に寝て体に痛みを感じることで復讐を忘れないようにした（『史記』呉太伯および越王勾践世家の「臥薪嘗胆」）。
伍子胥の補佐を受けて呉が国力を充実させていたところ、それを恐れた勾践が攻め込んで来たが、反撃して勾践を追い詰めた。追い詰められた勾践は命乞いをしてきた。伍子胥は許さないようにと言ったが、宰相の伯嚭（はくひ）は許すように言った。実は伯嚭は越から賄賂を受けており、越の策略に乗せられた夫差は勾践を許して帰国させた。

### 覇者を目指す

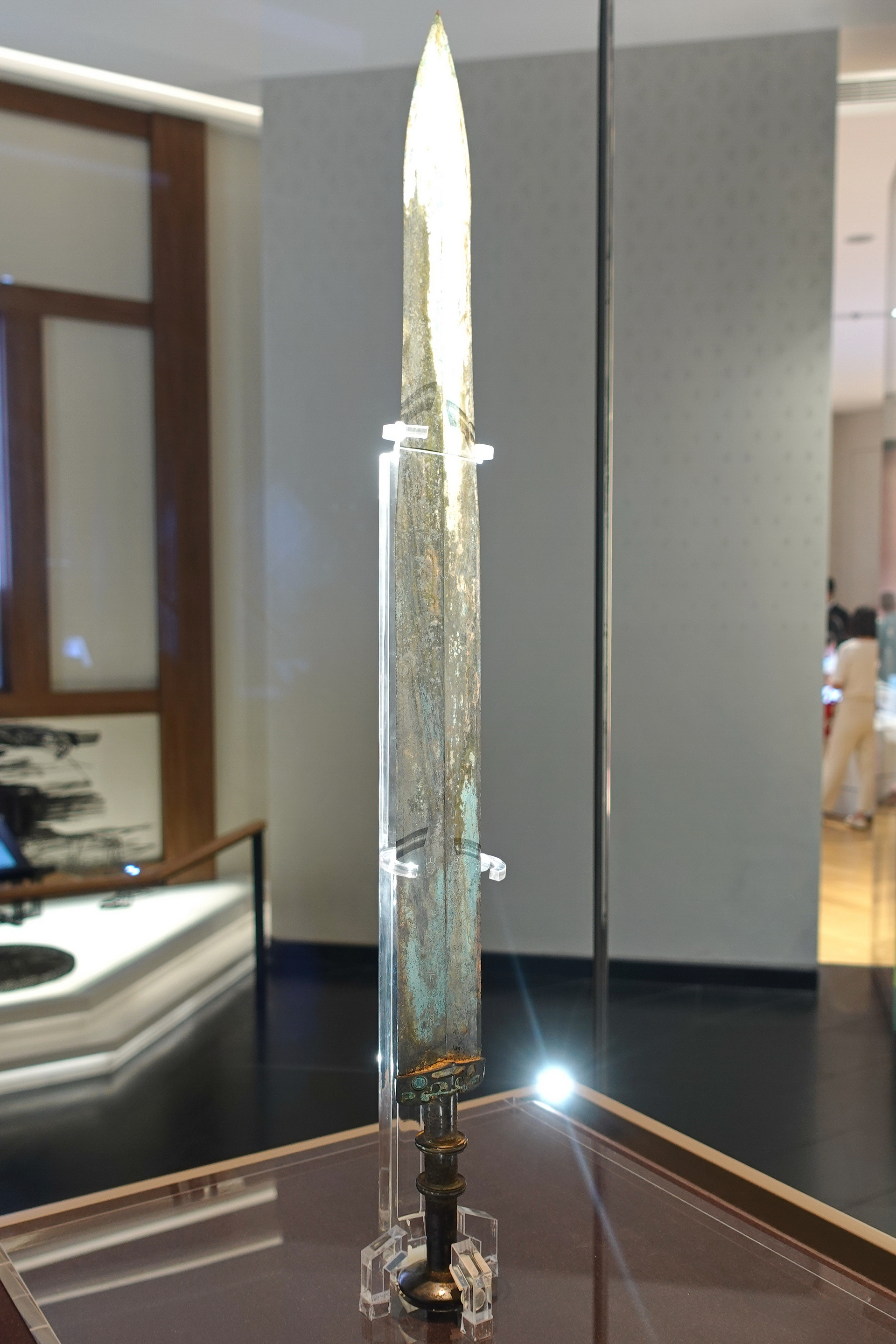
夫差剑

その後、夫差は伸張した国力を背景に北の黄河流域へと進出して、覇者になることを夢見た。だが伍子胥は越の復讐を恐れて北へ進出することを諌めた。このことで夫差は伍子胥に辟易し、伍子胥は自分が呉を支えているという自負もあり、意見の衝突で主従関係が上手くいかなくなった。ついに紀元前484年には伯嚭の讒言で伍子胥に死を賜ることとし、夫差に授けられた剣で伍子胥は自決した。この裏には范蠡の離間の計があったとも言われる。
夫差11年（紀元前485年）、夫差は軍を率いて斉を討ち、会盟を開いて呉が諸侯の盟主であると認めさせようとした。だが、元からの華北の盟主的存在であった晋がこれに反対した。
夫差14年（紀元前482年）、晋と呉での主導権争いが起こる。その時、呉本国が越に攻められ、留守を委ねたその息子である太子友と同族の公孫弥庸と将軍の寿於姚らが越の捕虜となり、ともにまとめて処刑されたという衝撃的な報告を受ける（『春秋左氏伝』）。
この報に夫差は驚き狼狽し、このことが諸侯に洩れれば恥を曝すことになり主導権を取れなくなると考え、口止めをした。だが、ある者がこのことを漏らしたために、激怒した夫差はその容疑者を調査し、結局7人の容疑者が摘発されこれを処刑した。
晋との盟主の座を争ったが、晋の大夫の趙鞅が武力に物をいわせて恫喝したので、止むなく夫差は諦めた。その帰途で伯嚭の進言で意図的にゆっくりと帰国し、途中で宋を攻めたりした。越も呉を一息に滅ぼすほどの力はなく、いったんは和睦した。

### 呉の最期

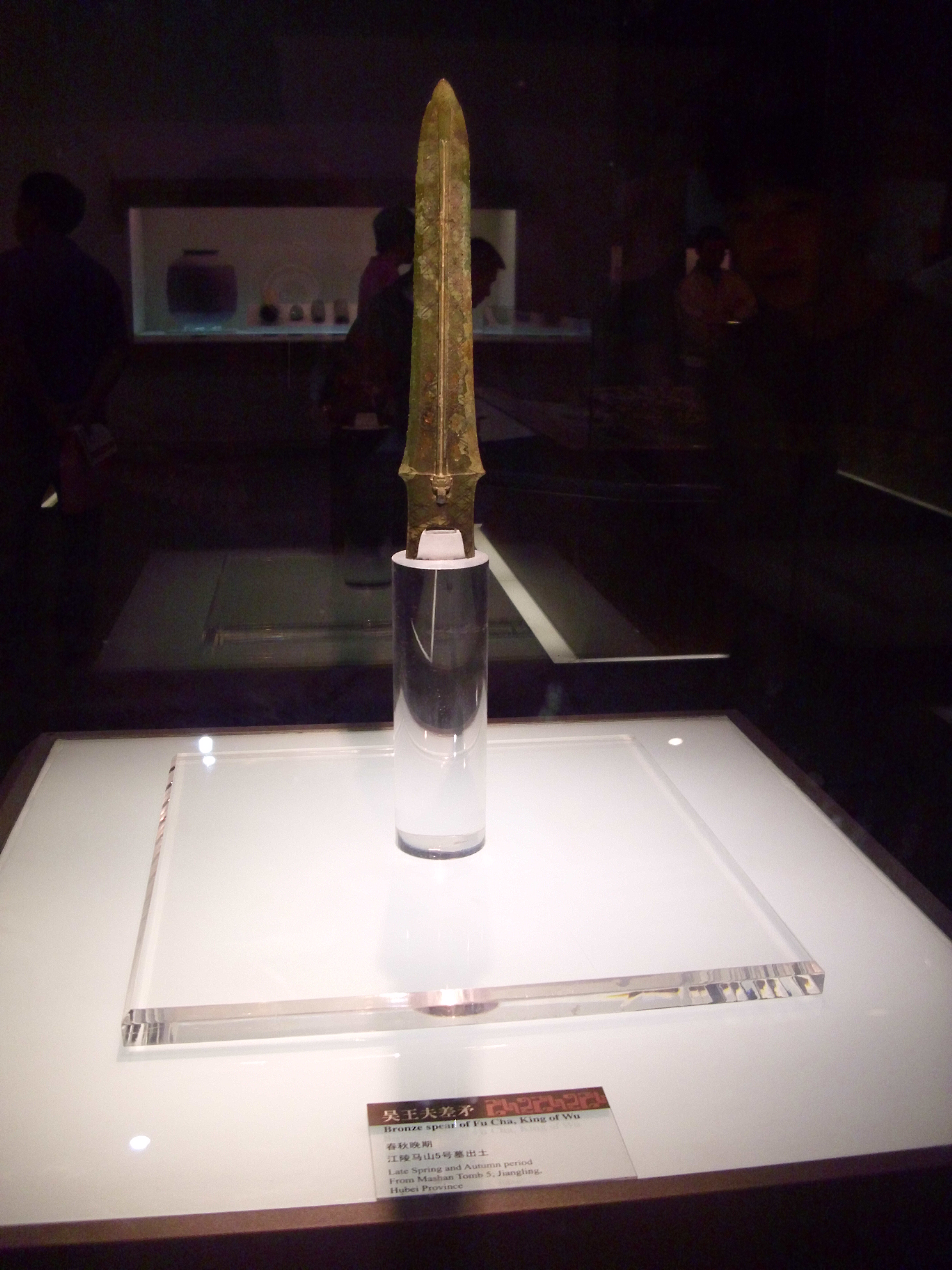
1983年に江陵馬山5号墓から出土した夫差の矛

その後も越による激しい攻勢は続き、とくに夫差21年（紀元前475年）に呉の公子慶忌が夫差に「王は行いを改めないと、いずれは滅びるでしょう」と諫言したが、聞き入れられず、公子慶忌は領地の艾に戻り、ついでに楚に向かった。同年冬に、越が呉を討伐すると慶忌は呉に戻り「今こそ不忠者を除いて、越と結ぶべきです」と進言したところ、激怒した夫差は大夫たちとはかって、ついに慶忌を誅殺した（『春秋左氏伝』）。
夫差23年（紀元前473年）11月、ついに首都姑蘇が陥落した。夫差は付近にある姑蘇山に逃亡し、大夫の公孫雒（呉の公族?）を派遣して和睦を乞わせた。公孫雒は勾践の前で裸となり、「夫差は越王勾践さまに対して一度命を助けたのですから、あなたも一度夫差の命を助けていただけないでしょうか？」と夫差の命乞いをした。だが、范蠡は「天から授かった機会を逃したから今の呉があるのです。22年間の苦しみを忘れたのですか?」と激しく諌めた。憐れに思った勾践は「ならば、夫差を甬東（現在の舟山諸島）の辺境に流せば再起出来まい」と決めた。こうして公孫雒は引き返して、夫差にその旨を伝えた。
だが、夫差は「私は年老いました。とても君主にお仕えすることはできません」と言い、「子胥に合わせる顔が無い」と顔に布をかけると、自ら首を刎ねて死んだ。勾践は夫差の死に憐れんで丁重に厚葬した。そして、呉の亡国の元凶となった伯嚭を処刑した。こうして呉は滅亡した。
日本の『新撰姓氏録』によると、松野連（まつののむらじ）は夫差の子孫を自称している。